# گئورگه دینیکا
گئورگه دینیکا (رومانیایی: Gheorghe Dinică؛ ‏ ۱ ژانویهٔ ۱۹۳۴ – ۱۰ نوامبر ۲۰۰۹) هنرپیشه اهل کشور رومانی بود. وی از همان اوایل زندگی به هنرپیشگی علاقه‌مند بود و در سن ۱۷ عضو یک گروه تئاتر غیر حرفه‌ای شد. او در زمینهٔ تئاتر و سینما در شهر بخارست تحصیل کرد و در سال ۱۹۶۱ فارغ‌التحصیل شد. گئورگه دینیکا بازیگر محبوبی بود و چند فیلم را نیز کارگردانی کرد. وی بین سال‌های ۱۹۶۳ تا ۲۰۰۹ میلادی فعالیت می‌کرد. 
از فیلم‌هایی که وی در آن نقش داشته است، می‌توان به کمیسر متهم می‌کند، سرنوشت بد، اورینت اکسپرس، آینه، فناناپذیران، آنگاه همگی را به مرگ محکوم کردم، آخرین فشنگ، استفن کبیر - واسلویی ۱۴۷۵، نمایش افتتاحیه، آزمون، راز باخوس، از میان خاکسترهای امپراتوری، نیکوکاری، میتیکا، زنگ‌ها برای چه به صدا درآمده‌اند؟ و با دست‌های پاک اشاره کرد.